# 今井宏 (音楽家)
今井 ひろし（いまい ひろし、Hiroshi Imai）は、日本の作曲家である。香川県観音寺市出身。
2012年7月1日より、名前を平仮名に改称。
なお、バンバンのメンバーとして活躍した今井ひろしと映画カメラマン（撮影技師）の今井ひろしはいずれも同姓同名同表記の別人。

## 作品
- 愛内里菜
  - A DAY TRIP（アルバム『TRIP』に収録）
  - thankful for the birthday（アルバム『THANX』に収録）
- =LOVE
  - 手遅れcaution（シングル『手遅れcaution』に収録）
- STAR☆ANIS
  - Growing for a dream（シングル『Second Show!』）
- スパークリング☆ポイント
  - ハイビスカス（シングル『さよならのかわりに』・アルバム『サンキュー!!』に収録）
- てんとうむChu!
  - 君だけにChu!Chu!Chu!（シングル『ハート・エレキ』TypeBに収録）